# Schleusingen
Schleusingen est une petite ville allemande de Thuringe située dans l'arrondissement de Hildburghausen. Elle fut la résidence des comtes de Henneberg jusqu'à la fin du XVIe siècle ainsi que le chef-lieu d'un cercle du royaume de Prusse de 1815 à 1946.

## Géographie

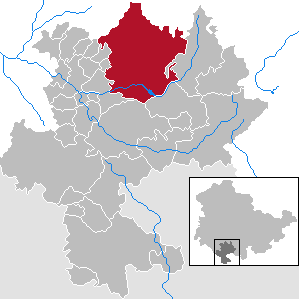
Situation de la ville (en rouge) dans l'arrondissement de Hildburghausen.

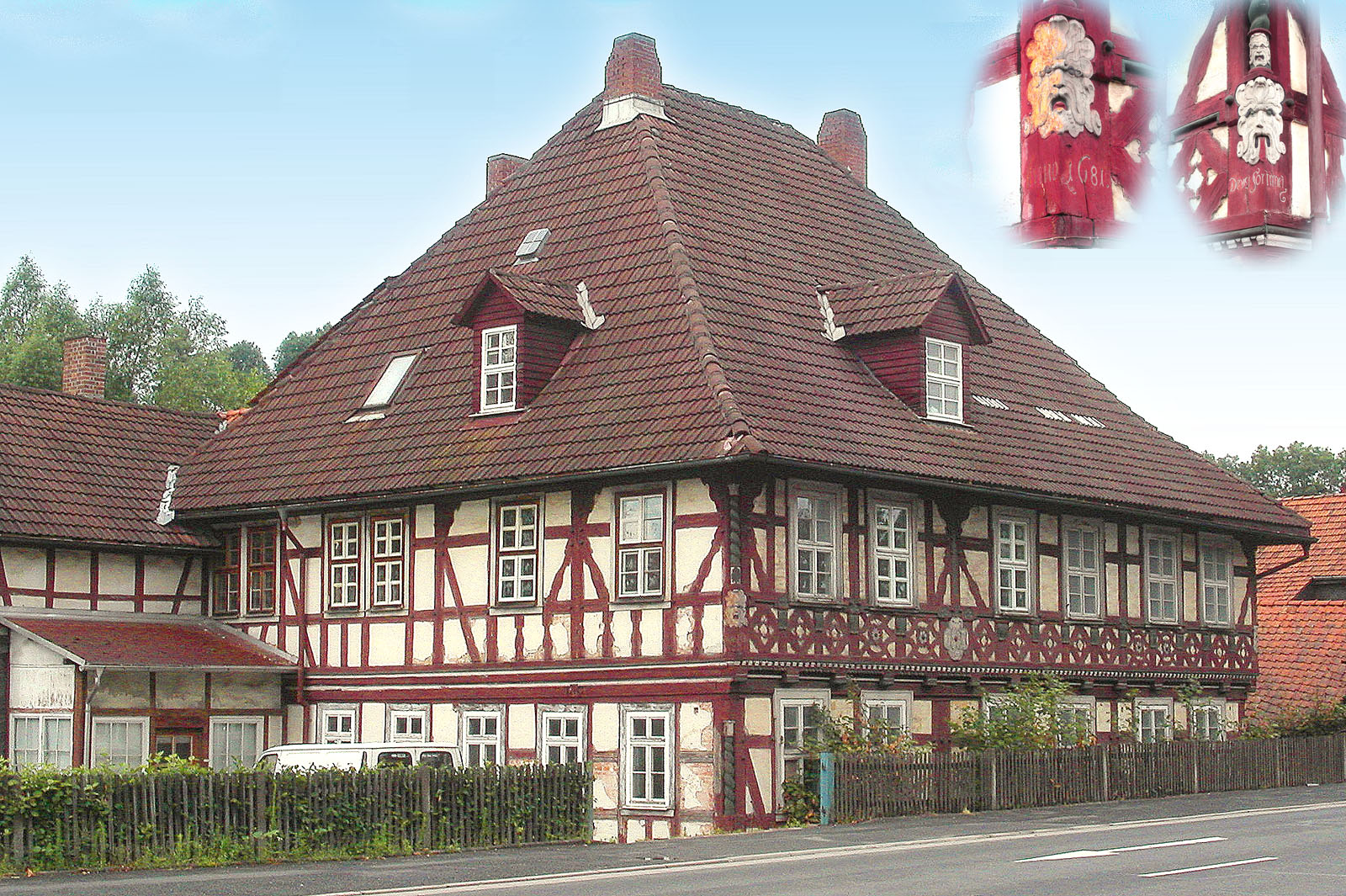
Maison à colombages de Schleusingen.

Schleusingen est située dans le Henneberg Land (Pays de Henneberg), dans le nord de l'arrondissement et au sud de la forêt de Thuringe, sur la rivière Nahe à son confluent avec l'Erle, en amont du confluent de celle-ci avec la Schleuse qui arrose les villages de Rappelsdorf et Ratscher, à 15 km au nord de Hildburghausen, le chef-lieu de l'arrondissement.
La ville est traversée par de multiples canaux comme le Muhlgraben ou le Wassergraben. Le barrage de Ratscher a été édifié sur le cours de la Schleuse.
La commune de Schleusingen est composée de la ville de Schleusingen elle-même et des sept villages suivants (population actuelle) : Fischbach (143), Geisenhöhn (101), Gethles (416), Gottfriedsberg (122), Heckengereuth (10), Rappelsdorf (330) et Ratscher (442).
Communes limitrophes (en commençant par le nord et dans le sens des aiguilles d'une montre) : St. Kilian, Nahetal-Waldau, Auengrund, Hildburghausen, Kloster Veßra et Ahlstädt.

## Histoire

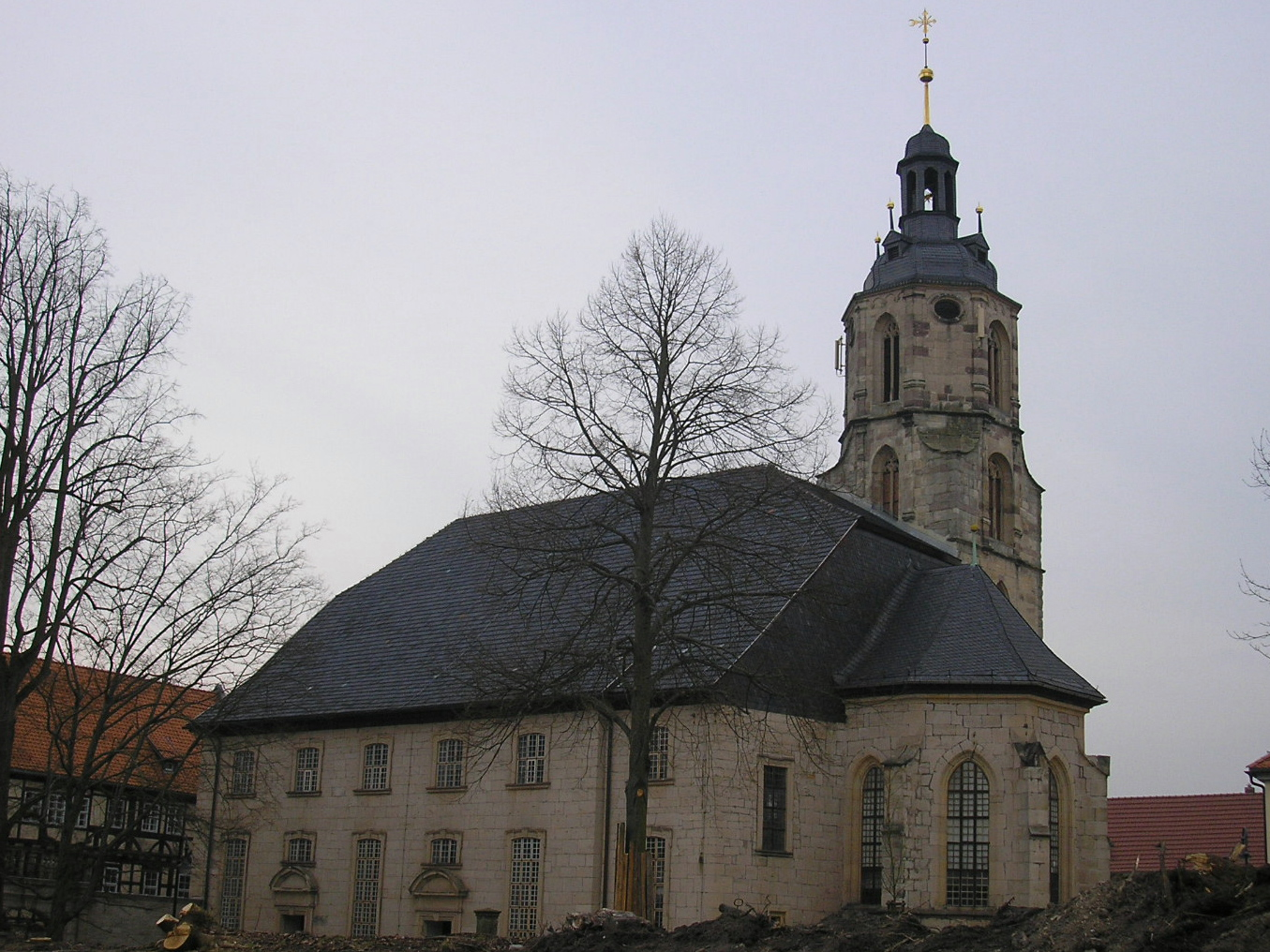
L'église de Schleusingen.

La première mention écrite de la Schleusingen date de 1232 sous le nom latin de Villa Slusungen. De 1226 à 1232, le comte Poppo VII de Henneberg y fait édifier le château de Bertholsburg qui devient le siège du comté. En 1274, le comté de Henneberg est divisé en trois et commence alors la lignée des comtes de Henneberg-Schleusingen.
La ville souffre en 1353 d'un grave incendie (de même qu'en 1679, 1765, 1773 et 1876). Schleusingen obtient les droits de ville en 1412 et ceux de marché seulement en 1533.
Le comte Wilhelm IV fonde en 1502 un monastère de Cordeliers qui est transformé en 1560 en école et en 1577 en lycée, ce qui en fait l'un des plus anciens d'Allemagne. La ville ne souffre pas trop des destructions de la Guerre des Paysans en 1525, ses principales richesses ayant été mises en sûreté dans les monastères de Veßra et de Trostadt. Dès 1544, la Réforme protestante s'y implante.
En 1583, après la mort du comte Georg Ernest de Henneberg, Schleusingen rejoint la maison de Wettin et bénéficie d'une administration commune des branches ernestine et albertine.
Des verreries et fabriques de porcelaine y sont implantées au XIXe siècle, qui donneront les porcelaines de Thuringe, célèbres jusqu’au XIXe siècle.
Schleusingen a la grande chance de ne pas trop souffrir de pillages durant la Guerre de Trente Ans. En 1660, lors du partage du comté de Henneberg, elle est attribuée au duché de Saxe-Zeitz. À l'extinction de la dynastie des Saxe-Zeitz en 1718, elle est incorporée à l'Électorat de Saxe.
L'église Johanneskirche est reconstruite en 1725 en style baroque.
Schleusingen fait partie des domaines du royaume de Saxe qui sont rattachés au royaume de Prusse en 1815. Elle devient alors le chef-lieu d'un arrondissement dépendant du district d'Erfurt dans la province de Saxe. Durant le XIXe siècle, la ville devient une station de repos. La communauté juive y fait édifier une synagogue en 1881 qui sera détruite en 1938.
En 1888, le chemin de fer atteint enfin Schleusingen par un embranchement qui la relie à Themar. La ligne du Rennsteigbahn vers Ilmenau est ouverte en 1904 et celle du Friedbergbahn, vers Suhl en 1911.
De 1939 à 1945, pendant la Seconde Guerre mondiale, plus de 1 600 déportés du travail russes et de nombreux prisonniers de guerre sont employés dans l'agriculture la sylviculture et les verreries.
La ville est occupée en 1945 par les troupes américaines qui cèdent la place en juillet aux Russes. Schleusingen intègre alors la Zone d'occupation soviétique puis en 1949, la République démocratique allemande (RDA), l'arrondissement de Schleusingen disparaît et la ville est incorporée à l'arrondissement de Suhl (sauf de 1950 à 1952 où elle fait partie de celui de Hildburghausen).
Après la réunification de 1989, elle rejoint en 1994 le land de Thuringe recréé et l'arrondissement de Hildburghausen.

### Incorporations de communes
Plusieurs communes indépendantes ont été incorporées au territoire de Schleusingen au cours de la seconde moitié du XXe siècle.
- 1970, Fischbach ;
- 1974, Geisenhöhn, Gottfriedsberg ;
- 1994, Gethles, Ratscher et Heckengereuth ;
- 1996, Rappelsdorf.

## Démographie
Comme dans de très nombreuses villes de l'ex-RDA, la population de Schleusingen est en forte baisse. Si on prend en compte la ville dans ses limites actuelles, elle comptait déjà 5 854 en 1910, 5 988 habitants en 1933 et même 6 096 en 1939, population qui n'a plus jamais été dépassée.

## Politique
Le bourgmestre de Schleusingen élu en 2009 est M. Klaus Brodführer appartenant à la CDU.
Aux élections municipales du 7 juin 2009, les résultats obtenus ont été les suivants :
| Parti     | Nombre de conseillers | Pourcentage de voix |
| --------- | --------------------- | ------------------- |
| CDU       | 11                    | 55,9 %              |
| Die Linke | 3                     | 13,7 %              |
| SPD       | 3                     | 13,6 %              |
| FWG       | 2                     | 12,9 %              |
| FDP       | 1                     | 4,0 %               |

## Lieux et monuments

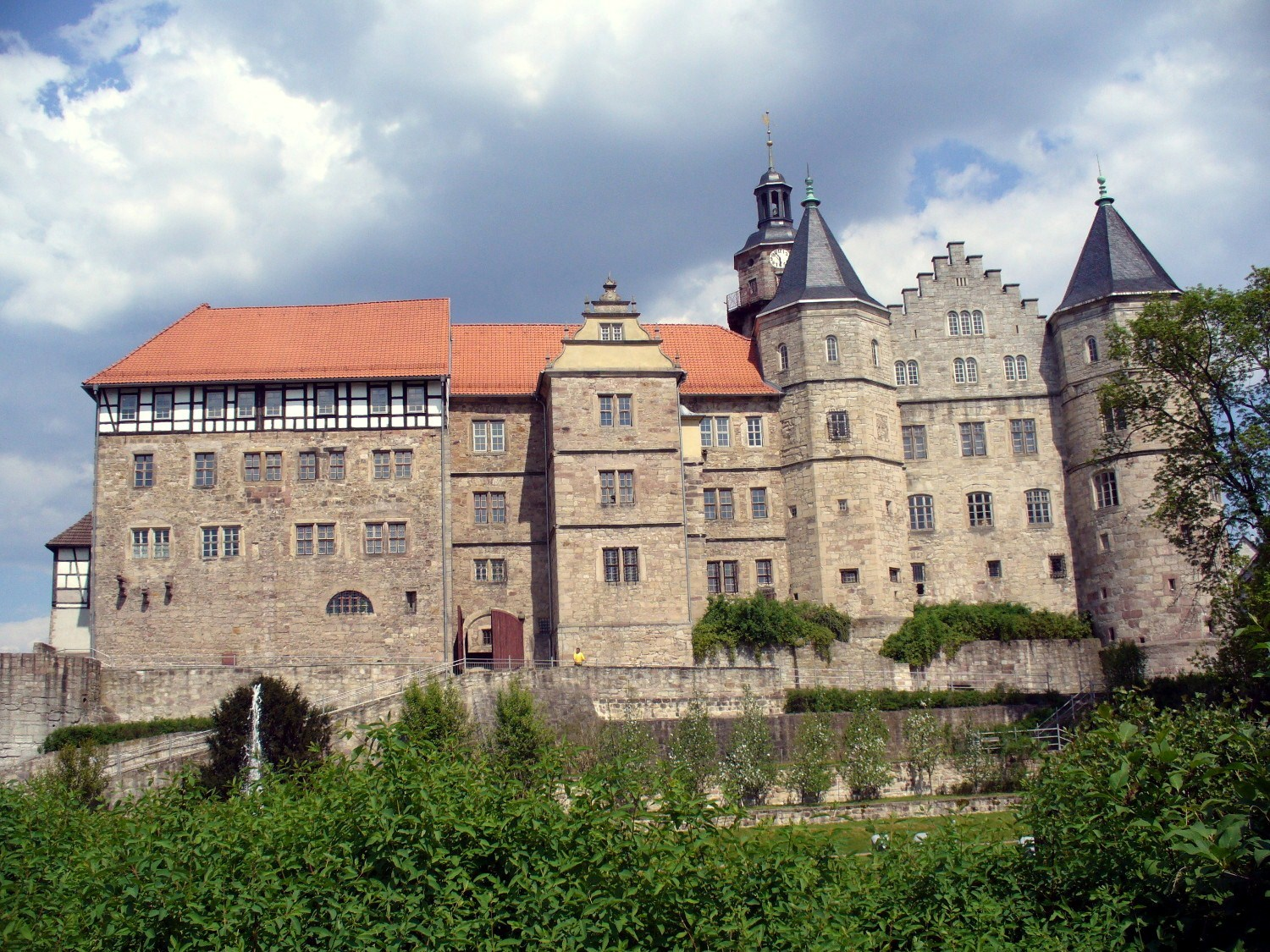
Vue générale de Bertholdsburg.

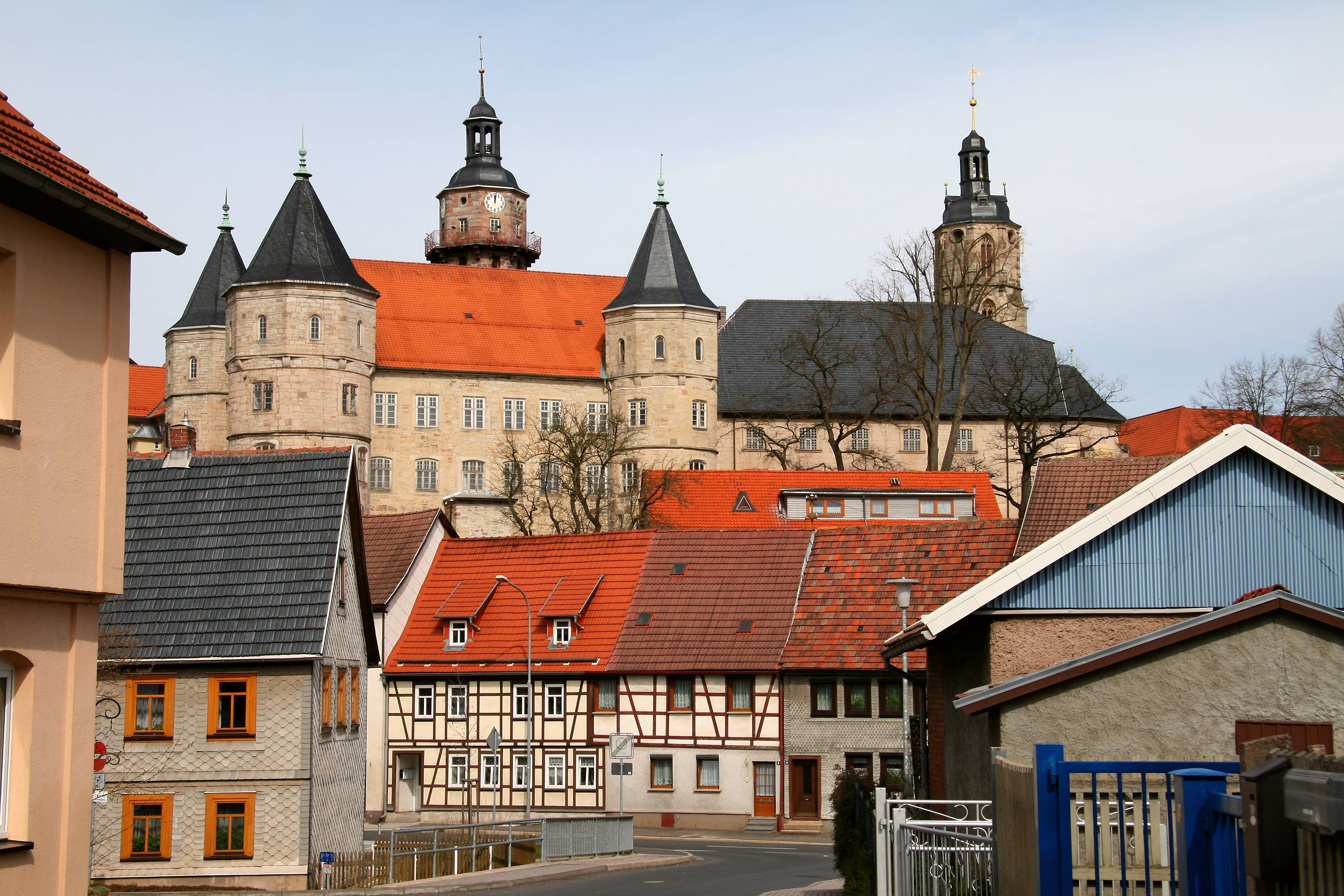
Le Bertholdsburg vu de la ville.

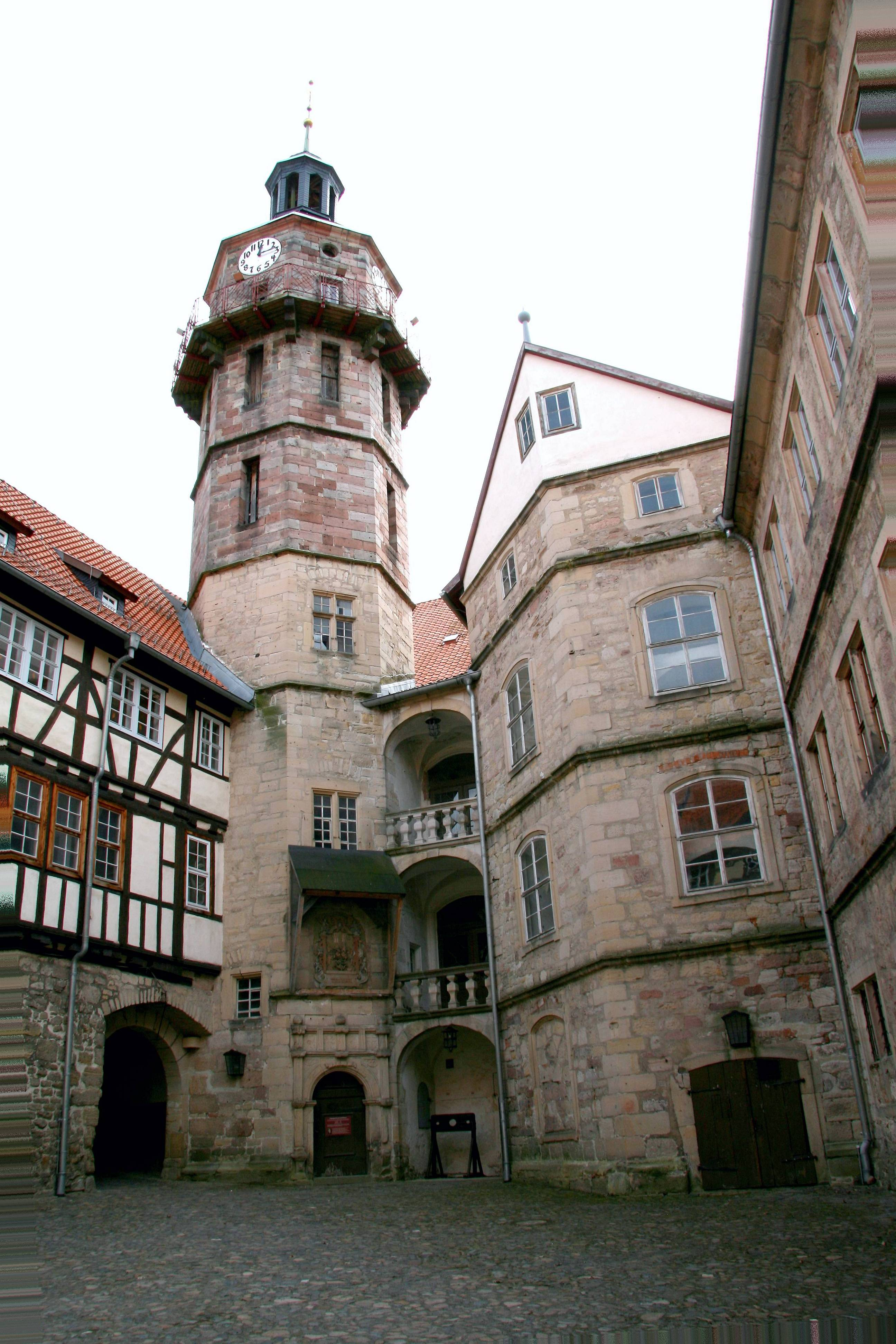
Cour intérieure du château.

Le paysage urbain de Schleusingen est dominé par la silhouette de son château édifié à la limite occidentale de la ville sur un éperon rocheux situé au confluent de l'Erle et de la Nahe.
- Château de Bertholdsburg, nommé ainsi d'après le comte Berthold VII (1272-1340). Le château fut édifié entre 1226 et 1232, il est profondément transformé au début du XVIe siècle, le donjon de 38 m de hauteur est élevé en 1597. Depuis 1934, il a été transformé en Musée historique. Il est constitué de quatre ailes bâties autour d'une cour intérieure et de sept tours (neuf à l'origine) et d'un jardin d'agrément.

- Église Saint-Jean (Johanniskirche), construite à l'est du château et de style gothique.

- Teutsche Schule, bâtiment remarquable à colombages datant de 1681, ancienne école.

- Lycée Henneberg (Hennebergische Gymnasium), fondé en 1577 et l'un ds plus vieux d'Allemagne.

- Barrage de Ratscher et lac de retenue, lieu de promenade situé au sud de la ville.

## Économie
Les principaux employeurs de Schleusingen sont :
- la Behälterglaswerk Thüringen, verrerie représentant l'industrie locale traditionnelle ;
- le Rehabilitationszentrum Thüringer Wald, centre de convalescence et de repos de la forêt de Thuringe ;
- le MEGA-Einkaufszentrum, centre commercial.

## Communications

### Routes
Schleusingen est desservie par l'autoroute A73 Suhl-Cobourg-Nuremberg (sortie n°4).
La route nationale B4 (qui porte aussi la numérotation régionale L3004) relie la ville avec Ilmenau, Arnstadt et Erfurt au nord et avec Eisfeld, Cobourg et Bamberg au sud.
Autres routes :
- L3247 (ancienne nationale B247) au nord-ouest vers Suhl ;
- L1134 au sud vers Hildburghausen ;
- L1625 à l'ouest vers Kloster Veßra et Themar ;
- L2623 au nord-ouest vers Ahlstädt et Bischofrod ;
- K517 au nord-est vers St. Kilian et le village de Breitenbach.

### Voies ferrées
La seule ligne de chemin de fer encore en service régulier relie Schleusingen à Themar. Elle fait partie de la ligne Plaue-Themar construite entre 1879 et 1904 et qui fut le premier train à crémaillère de Prusse. Le tronçon reliant Schleusingen à Ilmenau, appelé Rennstiegbahn n'est plus utilisé que pour des voyages touristiques.
La ligne du Friedbergbahn entre Schleusingen et Suhl a été fermée en août 1999.

## Jumelages
Schleusingen est jumelée avec :
- Plettenberg (Allemagne) depuis 1990, dans l'arrondissement de La Marck en Rhénanie-du-Nord-Westphalie.

## Personnalités
- Berthold VII de Henneberg (1272-1340), tuteur du duc Louis V de Bavière de 1323 à 1330.
- Catherine de Henneberg (1374-1394), épouse du margrave de Misnie Frédéric III de Thuringe.
- Michael Franck (1609-1667), poète luthérien dont des textes ont été repris et mis en musique par Johann Sebastian Bach et Georg Philipp Telemann.
- Ernst von Below (1863-1955), général mort à Schleusingen.